# Bonifacio Roero d’Asti

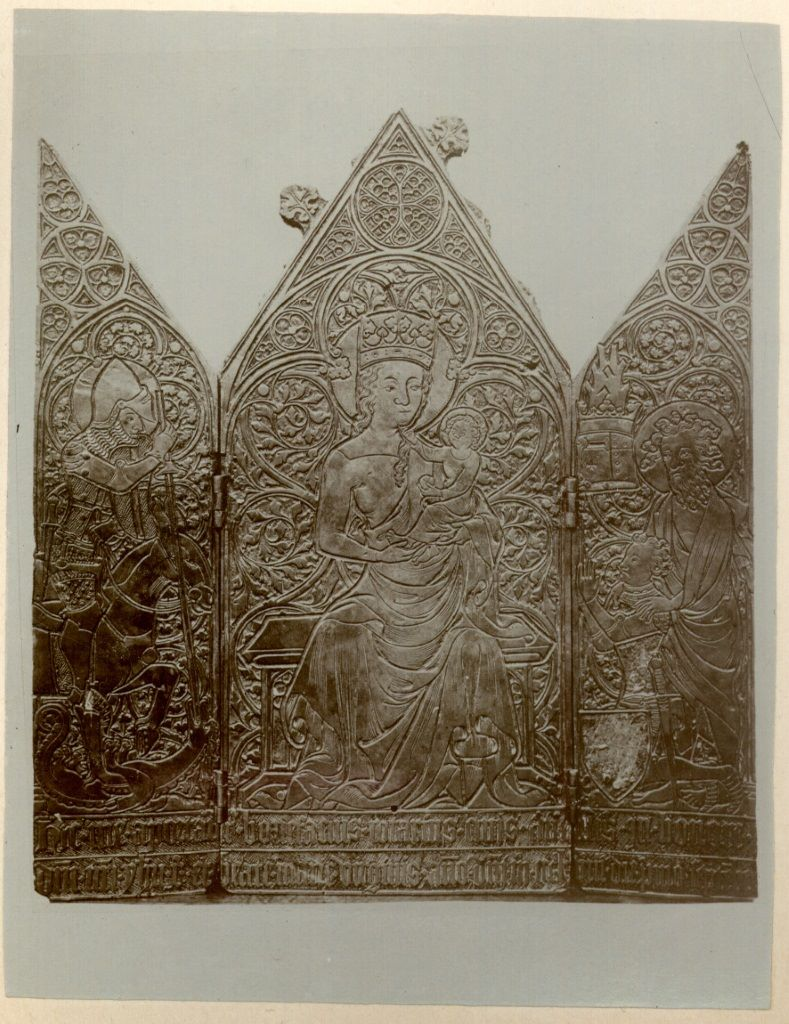
Fotografie des Triptychons (Mario Gabinio, 1901)

Bonifacio Roero d’Asti, auch Bonifacio Rotario d’Asti oder latinisiert Bonefacius Rotarius (fl. von 1345 bis 1382), war ein piemontesischer Adliger, der mit der Besteigung des 3538 m hohen Rocciamelone in den Grajischen Alpen am 1. September 1358 alpinistische Geschichte geschrieben hat. Er gilt damit, neben dem Dichter Francesco Petrarca, der 1336 den Mont Ventoux erklommen hatte, als Gründervater des Alpinismus.

## Leben
Bonifacio Roero d’Asti gehörte dem Adelsgeschlecht Roero an, das seit der zweiten Hälfte des 12. Jahrhunderts in Asti nachgewiesen ist. Sein Vater Daniele Roero d’Asti war als Geldverleiher in Gent tätig. Der Tätigkeit ging womöglich auch sein Sohn Bonifacio in Flandern nach.
Umstritten ist, ob er mit dem in einer Schenkungsurkunde von 1335 erwähnten Zeugen Bonifacio Roerii übereinstimmt. Zumal Letzterer als Einwohner von Susa angegeben ist, während sich Bonifacio Roero d’Asti immer als Bürger von Asti ausgab. Unumstritten ist dagegen seine Erwähnung in dem 1345 verfassten Testament seines Vaters. 1348 verließ er seine Heimatstadt Asti und kam bei Verwandten in Susa unter. 1354 Jahr taucht Bonifacio Roero d’Asti als Vasall des Bischofs von Asti im Kampf gegen den Mailänder Galeazzo II. Visconti auf. In der Auseinandersetzung mit dem Visconti, der in den Besitz der bischöflichen Lehensburgen der Roero zu gelangen versuchte, verbündete sich Bonifacio Roero d’Asti mit Amadeus VI. von Savoyen. Letzterer kontrollierte das Susatal und war dem Visconti feindlich gesinnt. Das Bündnis mit dem Grafen von Savoyen hielt sein Leben lang an, auch weil die Kontrolle des Susatals auf dem Weg nach Frankreich und Flandern im Interesse der Familie lag.
Nachdem seine von Galeazzo II. Visconti besetzte Heimatstadt Asti 1356 an die Markgrafen von Monferrat fiel, reiste Bonifacio nach Brügge. In Brügge erhielt er 1358 zusammen mit anderen Familienangehörigen von Ludwig II. von Flandern die Erlaubnis, sich in der Stadt niederzulassen. Dort ließ er zum Dank für die Befreiung seiner Heimatstadt ein Triptychon anfertigen.
Das Triptychon aus Messing wurde von einem flandrischen Goldschmied nach dem Stile der gotischen gravierten Metallgrabplatten des 14. Jahrhunderts angefertigt. Es ist der Gruppe von Arbeiten zuzuordnen, die nach dem Auftraggeber dem dänischen König Erik VI. Menved, als Menved-Gruppe klassifiziert wird. Es zeigt in der Mitte eine thronende Madonna mit dem Jesuskind, links der heilige Georg in seiner Darstellung als Ritter mit Lanze auf einem Pferd sitzend, während er den Drachen tötet. Rechts ein anderer Heiliger, der den knienden Stifter, Bonifacio Roero d’Asti, der Madonna empfiehlt. Die Identität des zweiten Heiligen ist nicht eindeutig geklärt. Dargestellt ist vermutlich Johannes der Täufer, es könnte sich aber auch um Josef von Nazaret handeln. Das Wappen auf dem Wappenschild des Bonifacio Roero d’Asti, drei silberne Räder, wurde wahrscheinlich während der Französischen Revolution entfernt. Darunter befindet sich eine lateinische Inschrift, die aufgrund des wenigen zur Verfügung stehenden Platzes nach eigenen Regeln abgekürzt wurde und er erst später nach der Besteigung des Rocciamelone angebracht wurde.

„Hic me aportavit Bonefacius Rotarius, Civis Astensis, in honore D(omi)ni n(ost)ri Yh(ies)u C(hristi) et beate Marie virginis an(n)o D(omi)ni MCCCLVIII die p(ri)mo septe(m)ber.“

Das Triptychon ist 7 kg schwer und 50 cm breit sowie 56 cm hoch. Von den ursprünglich als Verzierung auf dem zentralen Giebel angebrachten sechs Weinblättern ist mittlerweile nur noch eine vorhanden. Das Werk wurde erstmals Ende des 18. Jahrhunderts beschrieben. In dem Zusammenhang entstand auch die Legende über seine Entstehung, nach der es von Bonifacio Roero d’Asti als Exvoto für seine Befreiung aus der Gefangenschaft im Heiligen Land Land während eines Kreuzzuges gestiftet wurde. Die Legende beruht vermutlich auf einer Fehlinterpretation im Zusammenhang mit dem auf dem Triptychon abgebildeten heiligen Georg, der während der Kreuzzüge erstmals als Drachentöter dargestellt wurde.
Als Bonifacio Roero d’Asti das Triptychon in Auftrag gab, hatte er womöglich die Besteigung des oberhalb von Susa gelegenen Rocciamelone bereits geplant. Der bis in die Poebene sichtbare Rocciamelone galt als der höchste Berg der Alpen und war in seinen Augen wahrscheinlich der geeignetste Platz für den Schrein. Ein Ort, der verehrt wurde, den man aber zugleich fürchtete und der nicht bestiegen werden durfte, wie aus einer von einem unbekannten Mönch verfassten Handschrift aus dem 12. Jahrhundert hervorgeht.
Im Spätsommer 1358 setzte er seinen Plan in die Tat um, Von Susa auf den über 3000 m höheren Gipfel des Rocciamelone aufzusteigen. Vor ihm und einer unbekannten Anzahl von Begleitern lag weitgehend Neuland. Die Wege endeten an am oberen Rand der gerodeten Flächen und man musste sich für den Weiterweg auf sein Gespür verlassen. Bis zum Gipfel gab es keine Möglichkeiten irgendwo Unterschlupf zu finden. Ein erster Besteigungsversuch im August endete auf einer Höhe von 2800 m. An der Stelle ließ Bonifacio Roero d’Asti ein Lager für den endgültigen Gipfelanstieg errichten. Später entstand hier das Rifugio Cà d’Asti. Am 1. September 1358 setzte er schließlich erfolgreich zum Ansturm auf den Gipfel an. Am Gipfel angelangt wurde eine kleine Felskapelle für das Triptychon angelegt, in der der Schrein bis 1673 untergebracht war.
Aus seinem weiteren Lebensweg sind nur Bruchstücke bekannt. Auch nach der erneuten Inbesitznahme seiner Heimatstadt durch die Visconti 1379 blieb er dem Markgrafen von Monferrat treu. 1382 fasste er in Carignano zu Füßen des Monviso sein Testament ab. Kurze Zeit darauf verstarb er weitgehend vergessen von der Welt.